# Corona 78
Corona 78 – amerykański satelita rozpoznawczy do wykonywania zdjęć powierzchni Ziemi. Piąty statek serii Keyhole-4A tajnego programu CORONA.

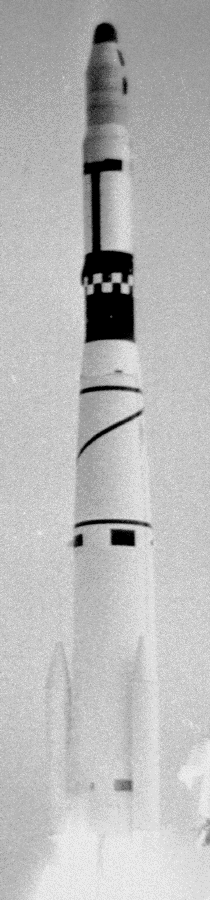
Start rakiety Thor Agena D z satelitą Corona 78

Misja nie powiodła się. Kapsuła powrotna spadła na terenie Wenezueli. Miejscowi robotnicy wiejscy znaleźli spalone od żaru resztki satelity, które zostały za pośrednictwem wenezuelskiego ministerstwa obrony oraz ambasady amerykańskiej w Caracas przekazane pracownikom projektu Corona. USA twierdziły, że chodzi o bezwartościowe resztki pochodzące z nieudanego lotu NASA. Brak jasnych informacji na ten temat spowodował powstanie plotek, jakoby usiłowano zataić odkrycie UFO.